# František Mrázek Dobiáš
František Mrázek Dobiáš (Třebíč, 2 marzo 1907 – Bad Laasphe, 2 ottobre 1972) è stato un teologo, traduttore, biblista editore, professore universitario e pastore ceco della Chiesa evangelica dei fratelli cechi.
Fu docente presso la Facoltà teologica evangelica hussita di Praga e, dal 1950, professore e decano della Facoltà teologica protestante "Comenius" della capitale.

## Biografia
František Mrázek Dobiáš compì gli studi secondari presso il ginnasio ceco di Brno dove superò l'esame di maturità nel 1926. In seguito, si iscrisse a teologia presso la Facoltà teologica evangelica cecoslovacca hussita di Praga (dal 1926 al 1928), quindi presso la Facoltà teologica dell'Università di Zurigo in Svizzera (dal 1928 al 1929) e ad Hartford (nel 1930).
Tornato in patria, lavorò prima come vicario (dal 1930 al 1932), poi come pastore a Krabčice (dal 1932 al 1945). Conseguì il dottorato in teologia presso l'HČEFB di Praga il 27 aprile 1938, dopo aver difeso con successo la tesi Učení Jednoty bratrské o večeři Páně (La dottrina dell'unità dei fratelli nella cena del Signore), ma a causa dell'occupazione della Cecoslovacchia e della chiusura forzata delle università ceche, fu costretto a interrompere i preparativi per l'abilitazione all'insegnamento universitario. Durante gli anni della guerra, partecipò attivamente alla formazione sostitutiva dei teologi CCE, organizzata dalla direzione della Chiesa, e studiò e scrisse una serie di testi teologici stimolanti.
Dal 1945 al 1948 fu pastore a Pardubice. Nel '45 conseguì l'abilitazione all'HČEFB e nell'autunno dello stesso anno (con effetto dal 1° giugno 1945) fu nominato professore associato e, fino al 1947, diresse la cattedra di teologia sistematica al posto dell'assente Prof. Josef L. Hromádka. Divenne professore straordinario il 2 giugno 1948, e dopo la fondazione della KEBF nel 1950l fu ordinario di teologia sociale fino alla sua morte improvvisa il 2 ottobre 1972. In tre mandati ha ricoperto la carica di prodecano della facoltà (dal 1950 al 1954 e dal 1968 al 1970) e dal 1970 al 1972 la diresse in qualità di decano.
Lasciò il segno nella storia della facoltà e della Chiesa non solo come straordinario e versatile educatore, ma anche come autore riconosciuto da numerosi studi e saggi dogmatici, biblici, etici e sociologici. Fu unno stimato predicatore, un promotore instancabile dell'eredità della teologia riformata e un traduttore e co-editore di opere classiche della Riforma europea e ceca.

## Opere

### Scritti
- Učení Jednoty bratrské o Večeři Páně : z theologie doby Lukášovy a doby po Blahoslavovi. Praha: Kalich, 1940
- Boží zjevení, bible a lidský rozum. Praha: Křesťanské sdružení mladých lidí (YMCA), 1940
- Úvod do bohosloveckých nauk. Praha: Synodní rada ČCE, 1941
- Víra a vyznání Českých bratří. Praha: KSML (YMCA), 1941
- Jan Kalvín. Praha: KSML (YMCA), 1941
- Vzdejte Hospodinu chválu. Praha: Kalich, 1942
- Učení o písmu svatém : kapitola z prolegomen dogmatiky (spolu s Josefem Bohumilem Součkem). Praha: SR ČCE, 1943
- Úvod do theologické etiky. Praha: SR ČCE, 1943
- Christologie. Praha: SR ČCE, 1944
- Vyznání J. A. Komenského : Komenského úprava Bratrské konfese a naše církev. Praha: SR ČCE, 1944
- Masaryk jako člověk. Olomouc: Staršovstvo českobr. evangelického sboru, 1947
- Soteriologie. Praha: nakladatel neuveden, 1948
- Repetitorium dogmaticum. Praha: KEBF, 1951
- Úvod do theologie (Theologická encyklopedie). Praha: Státní pedagogické nakladatelství, 1953
- Unitas fratrum : zwei Beiträge aus der tschechischen Brüderunität (spolu s Josefem B. Jeschkem). Berlin: Evangelische Verlagsanstalt, 1959
- Úvod do sociální theologie. Praha: Kalich, 1. vyd. 1959; 2. vyd. 1971

### Scritti a carattere religioso
- Kniha modliteb / Voláme z hlubokosti (ed. J. L. Hromádka, další spoluautoři F. M. D., Rudolf Říčan, Josef Beneš, Bohumil Betka). Praha: Ústřední církevní nakladatelství, 1. vyd. 1953, 2. zestručněné vyd. vyšlo v roce 1960 pod názvem Voláme z hlubokosti : kniha modliteb (ed. F. M. Dobiáš)
- Sbírka kázání pro čtené služby boží (spolu s Josefem Balcarem a Josefem Svatoněm). Praha: SR ČCE, 1953
- Sbírka kázání pro čtené služby boží : Homiletická příloha časopisu Český bratr (spolu s Josefem Svatoněm). Praha: SR ČCE, 1960
- Sociologická struktura našich sborů, in: Církev v proměnách času / Sborník k 50. výročí spojení českobratrské církve evangelické. Praha: Kalich, 1969
- Sedm statí o Komenském : Dva dopisy J. A. Komenského : k 300. výročí Komenského smrti (spolu s Janem Hellerem, Josefem Smolíkem, Amedeem Molnárem a Alexandrem Havránkem). Praha: KEBF, 1971
- Na každý den : Pomůcka pro denní četbu Písma svatého (spolu s Viktorem Hájkem, Miroslavem Krejčím a Milošem Šourkem). Praha: ÚCN, 1964–1973

### Traduzioni
- Calvin : kardinál a reformátor (s úvodní studií J. L. Hromádky). Praha: Laichter, 1936
- Dietrich Bonhoeffer: Výklad Kázání na hoře (spolu s Amedeem Molnárem). Praha: ÚCN 1962
- Teologie 20. století : antologie (uspořádal Karl-Joseph Kuschel). Praha: Vyšehrad, 1. vydání 1995, 2. vydání 2007 (na překladu se kromě F. M. Dobiáše podílelo 12 dalších překladatelů)

### Edizioni
- Jan Kalvín: Instituce učení křesťanského náboženství. Praha: KEBF, 1951
- Čtyři vyznání : vyznání Augsburské, Bratrské, Helvetské a České a se Čtyřmi články pražskými / Úvodní úvahy o vzájemné službě konfesí Jan Beblavý, Rudolf Říčan (zároveň vedoucí projektu a hlavní editor). Praha: KEBF, 1951
- Jan Hus: Sermo de pace – Řeč o míru (spolu s Amedeem Molnárem). Praha: Kalich, 1. vyd. 1963; Praha: Česká křesťanská akademie, 2. vyd. 1995
- Husova výzbroj do Kostnice (spolu s Amedeem Molnárem). Praha: ÚCN, 1965
- Jan Hus: O církvi (spolu s Amedeem Molnárem). Praha: Nakladatelství Československé akademie věd, 1965
- Vyznání a obrana Táborů / Mikuláš z Pelhřimova (spolu s Amedeem Molnárem). Praha: Academia, 1972

### Libri di testo
- Křesťanská věrouka : základní pojmy (spolu s Františkem M. Bartošem a Josefem. B. Jeschkem). Praha: Skupina pro konfirmovanou mládež, 1945
- Katechismus pro děti evangelické církve. Praha: Kalich, 1947

### Studi, saggi e articoli
Sono stati dati alle stampe principalmente nelle seguenti pubblicazioni:
- - Communio viatorum
  - Český bratr
  - Evangelische Theologie
  - Kalich (revue českých evangelíků)
  - Kostnické jiskry
  - Křesťanská revue
  - Naše doba (revue pro vědu, umění a život sociální)
  - Ökumenische Rundschau
  - Ročenka Komenského evangelické bohoslovecké fakulty 1971
  - The Ecumenical Review
  - Theologia evangelica (bohoslovecká revue konference evangelických duchovních v ČSR)
  - Theologická příloha Křesťanské revue
- Ha collaborato alla preparazione e alla pubblicazione di Biblické konkordance, i cui autori erano i professori della KEBF Miloš Bič e Josef Bohumil Souček, Praha: Kalich 1961 (A-K), 1963 (L-P), 1967 (R-Ž)
- Ha partecipato alla preparazione e alla realizzazione di una serie di conferenze radiofoniche Československo od pravěku až podnes, vedi l'omonima pubblicazione, Praha: Radiojournal, 1932.